# Panaque schaeferi
Panaque schaeferi är en fiskart som beskrevs av Lujan, Hidalgo och Stewart 2010. Panaque schaeferi ingår i släktet Panaque och familjen Loricariidae. Inga underarter finns listade i Catalogue of Life.